# Super Bowl LX
Super Bowl LX är den kommande 60:e upplagan av Super Bowl, finalmatchen i National Football League för säsongen 2025. Matchen kommer att spelas den 8 februari 2026 på Levi's Stadium i San Francisco.